# سبنسر غريس
سبنسر غريس (بالإنجليزية: Spencer Grace)‏ هو مجدف أسترالي، ولد في 16 يناير 1907 في Mosman, New South Wales ‏ في أستراليا، وتوفي بنفس المكان في 29 سبتمبر 1999.

## وصلات خارجية
- سبنسر غريس على موقع الاتحاد الدولي للتجديف (الإنجليزية)
- سبنسر غريس على موقع أوليمبيديا (الإنجليزية)
- سبنسر غريس على موقع اللجنة الأولمبية الأسترالية (الإنجليزية)